# Václav Kolář (pedagog)
Václav Kolář (8. května 1946 Loket nad Ohří – 15. dubna 2017 Prostějov) byl český pedagog, komunální politik a publicista.

## Život

### Mládí a studia
Narodil se v Lokti nad Ohří do mezinárodní rodiny. Otec Jan byl původem z jižních Čech, ale maminka sice pocházela z Polska, avšak s celou rodinou se odtud nuceně přestěhovala do Alsaska na pomezí Německa a Francie. Kolářovi rodiče se poznali v Německu během druhé světové války, kam byli oba nuceně nasazení. Když válka skončila, chtěla maminka zůstat ve Francii, ale její partner ji přesvědčil k cestě do Československa, kde měli Kolářovi hospodářství. Po návratu ovšem zjistili, že jeho rodiče již s příchodem svého syna z války nepočítali, a hospodářství přenechali mladšímu synovi. Jan se proto rozhodl odejít do pohraničí a získat zde některý z objektů po odsunutých sudetských Němcích. Krátce pobývali v Lokti, kde se jim narodil syn Václav, ale posléze se usadili v obci Krajková, v níž Jan jako národní správce získal místní kovárnu a k tomu i bydlení.
V mládí Václav navštěvoval dvanáctiletou školu v Sokolově, na níž v roce 1964 maturoval. Ze školy později vzpomínal například na jejího tehdejšího ředitele Františka Štěpánka, jenž ve svých žácích podporoval vztah ke sportu. Když se pak Kolář rozhodoval, kam jít po dvanáctiletce studovat dále, doporučovali mu dva jeho oblíbení pedagogové, ať zkusí vysokou školu v Olomouci, jejíž absolventi často dostávají umístěnky do škol v západočeském pohraničí a on by tak mohl pracovat blízko domova. Doporučení vyslyšel a studoval tedy Filozofickou fakultu Univerzity Palackého, na níž si zvolil obor český jazyk – dějepis.
Ze svého mládí znal Kolář katolického duchovního Metoděje Habáně, člena dominikánského řádu, který vykonával duchovní správu ve farnosti v Chlumu Svaté Maří nacházející se nedaleko Krajkové. V případě nutnosti ale sloužil bohoslužbu i v krajkovském kostele svatého Petra a Pavla, kde mu Kolář dělal ministranta. Jakmile se posléze Kolář rozhodl studovat v Olomouci, seznámil ho páter Habáň s tamním prostředím, neboť sám v tomto městě působil. S duchovním se pak Kolář setkával i v pozdějších letech, kdy formoval jeho život. V pozdějších letech měl navíc páterovu fotografii umístěnu na pracovním stole.

### Pedagogické působení
Vysokou školu Kolář absolvoval roku 1969 s diplomovou prací nazvanou „Hnutí katolických zemědělců na Moravě“. Po ní absolvoval základní vojenskou službu a odešel na půl roku vyučovat na litoměřické Učňovské škole. Ve stejném městě již na tamním gymnáziu učila také Kolářova manželka Jaroslava, se kterou se poznali na společných studiích vysoké školy. Pak ovšem Jaroslava Kolářová onemocněla a vrátila se zpět na Moravu do rodných Čehovic. I Václav Kolář Litoměřice opustil a stal se vychovatelem na Automobilové průmyslovce v Bruntále a poté vyučoval český jazyk na Dvouleté důstojnické škole ve Vyškově. Ze všech těchto svých působišť pravidelně za manželkou do Čehovic dojížděl. Zdravotní stav manželky se zlepšil, až když nastoupila na prostějovské Gymnázium Jiřího Wolkera a Kolář začal od roku 1972 vyučovat na Střední průmyslové škole oděvní v Prostějově.

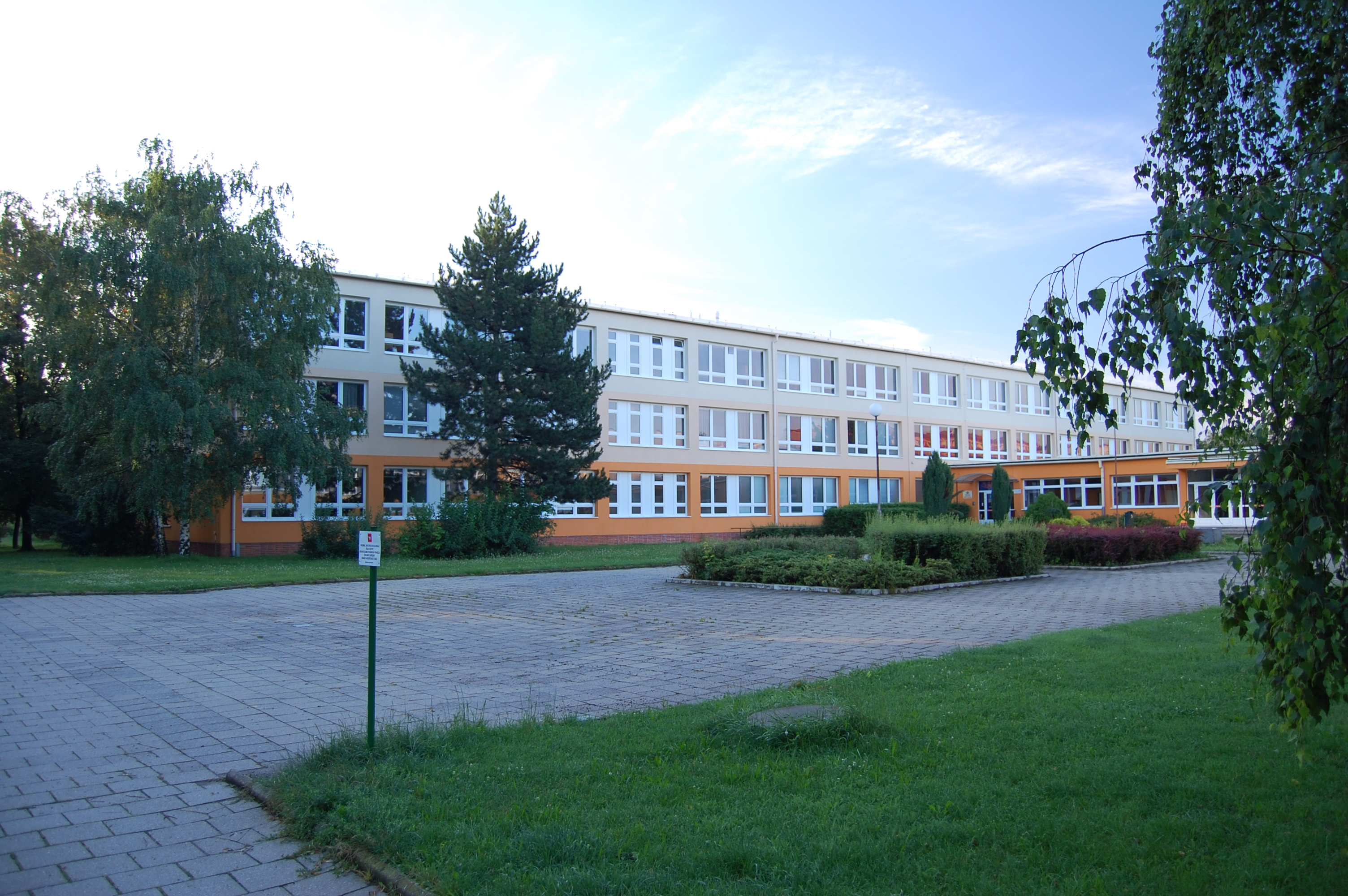
Na tehdejším Reálném gymnáziu a základní škole města Prostějova dělal Václav Kolář 16 let ředitele

Po devatenácti odučených letech na SPŠ oděvní (1991) přešel Kolář na tři roky za manželkou na Gymnázium Jiřího Wolkera. Zde působil na pozici ředitele Jan Šverdík, s nímž se Kolář sblížil. Ten mu pak doporučil, aby se po Jarmile Dostálové ucházel o místo ředitele na tehdejším Reálném gymnáziu a základní škole města Prostějova. Toto místo k 1. září 1994 získal a zastával jej po dobu šestnácti let až do svého odchodu do penze v roce 2010.

### Politické působení
Roku 1990 se Václav Kolář stal zastupitelem města Prostějov. Ve volbách v roce 1996 neúspěšně kandidoval za Občanskou demokratickou alianci (ODA) do Senátu Parlamentu České republiky, když v prvním kole skončil těsně třetí za pozdějším vítězem voleb Janem Kavanem z České strany sociálně demokratické (ČSSD). Členem obecního zastupitelstva se postupně stal ve volbách v roce 1994 (za ODA), 1998 (za ODA a nezávislé kandidáty), 2002 (za Unii svobody – Demokratickou unii), 2006 (za Křesťanskou a demokratickou unii - Československou stranu lidovou), 2010 (za TOP 09) a 2014 (za TOP 09 a nezávislí Prostějované).

### Závěr života
Roku 2010 Kolář opustil místo ředitele školy, ale v komunální politice byl činný i nadále. Při odchodu do penze plánoval, že bude číst knihy, jež za celý svůj život nashromáždil, dále že se bude věnovat zahrádce a plánoval také cestovat. Roku 2014 obdržel z rukou prostějovského primátora Miroslava Pišťáka ocenění za mimořádný přínos v oblasti rozvoje prostějovského školství. Václav Kolář zemřel po krátké nemoci 15. dubna 2017. Poslední rozloučení se konalo 20. dubna v prostějovském kostele Povýšení svatého Kříže.

## Rodina
S manželkou měl Václav Kolář dvě děti. Prvorozená Jana (* 1974) působí na katedře bohemistiky Filosofické fakulty Univerzity Palackého v Olomouci a mladší syn Ondřej (* 1978) je farářem sboru Českobratrské církve evangelické v Praze 8 – Kobylisích.

## Dílo
Václav Kolář byl také literárně činný:
- KOLÁŘ, Václav. Stručné dějiny filozofie pro střední školy. 1. vyd. Prostějov: Aquarel, 1994. 126 s. ISBN 80-900710-3-1.
- KOLÁŘ, Václav. Prostějov na starých pohlednicích. 1. vyd. Prostějov: Město Prostějov, 2002. 246 s. ISBN 80-238-9359-9.